# Индржих Корутански (Бохемия)
Хайнрих от Каринтия (на немски: Heinrich von Kärnten; на чешки: Jindřich Korutanský; на полски: Henryk Karyncki) е херцог на Каринтия и Крайна (1310 – 1335), граф на Тирол (1310 – 1335), крал на Бохемия (1307 – 1310) и маркграф на Моравия (1307 – 1310) и титулуван крал на Полша, след като наследява Вацлав III в качеството си на съпруг на сестра му Анна Пршемисловна.